# Jesús Bustamante
Regalado Jesús Bustamante Barahona (Teno, Chile, 26 de marzo de 1944) es un huaso chileno, ganador en tres ocasiones del Campeonato Nacional. Nació en Teno en 1944. Es nieto del jinete que llevara su mismo nombre y que era uno de los jinetes más populares de antaño y campeón de Chile en 1950. Fue uno de los jinetes protagonistas del paso de un rodeo amateur al profesional.

## Rodeos

### Inicios
Desde muy niño aprendió a andar a caballo decidiendo dedicarse a ellos. Es por eso que se sale del colegio y se fue a trabajar en el criadero Rosafé de Juan Carlos Castro, en Graneros. Posteriormente corrió por el criadero Panquehue junto a Fernando Yáñez. En 1962 corrió su primer champion y a fines de los años 1960 comienza a correr con su hermano Sergio ganándose el apodo de "los alicates", por su compenetración al momento de correr.
Junto a su hermano realiza un muy buena actuación en el Campeonato Nacional de Rodeo de 1972 y dos años más tarde, en su natal Talca, obtuvo su primer campeonato nacional, junto a su hermano, montando a "Forastero" y "Carretera" totalizando 25 puntos bueno. Aquella fue la última vez que un campeonato nacional se disputaba en una ciudad distinta a Rancagua.

### Criadero Lo Miranda
En 1977 pasó a correr al Criadero Lo Miranda, de propiedad de Gonzalo Vial Vial. Comenzó a correr con el hijo del dueño del criadero y posteriormente con Vicente Yáñez, con quien fue campeón de Chile en 1989 y 1992.

### Filosofía deportiva
Jesús Bustamante, admirador de Ruperto Valderrama, ha dedicado su vida al rodeo y a enseñar a los jinetes más jóvenes el buen trato a los animales. Fue galardonado con el Premio a la Trayectoria de la Revista del Campo de El Mercurio en 2012.
Desde agosto de 2021 es considerado un Arreglador Maestro de la Escuela Ecuestre Huasa, conforme al reglamento publicado por la Federación Deportiva Nacional del Rodeo Chileno.

## Campeonatos nacionales
| Año  | Collera           | Caballos                       | Puntaje | Asociación |
| ---- | ----------------- | ------------------------------ | ------- | ---------- |
| 1974 | Sergio Bustamante | "Forastero" y "Carretera"      | 25      | Graneros   |
| 1989 | Vicente Yáñez     | "Estriblillo II" y "Consejero" | 34      | Rancagua   |
| 1992 | Vicente Yáñez     | "Esparramo" y "Corsario"       | 37      | Rancagua   |

### Segundos campeonatos
- 1978: junto con Sergio Bustamante, montando a "Chamaco" y "Pial" con 20 puntos.

### Terceros campeonatos
- 1981: junto con Gonzalo Vial, montando a "Abanico" y "Afuerino" con 17 puntos.
- 1985: junto con Gonzalo Vial, montando a "Catete" y "Cachorrito" con 22 puntos.